# Saison 6 de Section de recherches
Chronologie
Saison 5 Saison 7
Cet article présente les épisodes de la sixième saison de la série télévisée Section de recherches.

## Distribution

### La Section de recherches
- Xavier Deluc : Lieutenant Martin Bernier, chef de groupe
- Virginie Caliari : Adjudant-chef Mathilde Delmas
- Kamel Belghazi : Commandant Enzo Ghemara, chef de la Section de recherches (épisodes 1-4, 6-9)
- Chrystelle Labaude : Capitaine Nadia Angeli, chef du TIC
- Jean-Pascal Lacoste : Adjudant Luc Irrandonéa, spécialiste informatique
- Félicité Du Jeu : Adjudant Fanny Caradec
- Olivia Lancelot : Lieutenant Nathalie Charlieu, chef de groupe (épisodes 1-7)
- Vincent Primault : Gendarme Marc-Olivier Delcroix, dit Marco, du TIC

### Les autres
- Bernard Montiel : Procureur de la République Alain Berger (épisodes 1-4 , 6-7 et 9)

## Liste des épisodes

### Épisode 1:Vacances mortelles
- France : 26 avril 2012 sur TF1

- France : 6,41 millions de téléspectateurs (23,2 % de part d'audience)[1] (première diffusion)

- Marie-Astrid Jamois : Annabelle Renoir
- Wadeck Stanczak : Jean-Paul Renoir
- François-David Cardonnel : Maxime Renoir
- Zara Prassinot : Marion Meyer
- Renato Salvatori : Jimmy
- Pierre Derenne : Guillaume Deblais
- Noémie Clouet : Vanessa
- Julianne Binard : une des stagiaires
- Xavier Pierre : Félix Capitan
- Sophie Fougère : Lieutenant de la BT

### Épisode 2:À la dérive
- France : 26 avril 2012 sur TF1

- France : 5,73 millions de téléspectateurs (22,7 %)[1] (première diffusion)

- Arnaud Binard : Nicolas Farrel
- Anne Caillon : Alice Fabre
- Daniel Sitruk : Julien Fabre
- Arthur Orcier : Arthur Mercier
- Alexis Gilot : Victor Rochant
- Laurent Richard : Marcel Rochant
- David Pougnaud-Barillon : Commissaire Pasquier
- François Creton : Père Paul Vergne
- Selma Bennaceur : Cindy
- Peggy Leray : Rose Dagan
- Bénédicte Lafond : Mme Mercier
- Grégoire Aubert : Guillaume Ardoin
- Jean-Marc Noirot-Cosson : Résident
- Eric Pfaff : Vincent Leroy
- Cécile Calvet : Lieutenant BT
- Samuel Matthieu : Homme résidence

### Épisode 3:Rien ne va plus
- France : 3 mai 2012 sur TF1

- France : 6,79 millions de téléspectateurs (24,4 %)[2] (première diffusion)

- Sofia Milos : Alison Carter
- Jean-Pierre Michaël : Quentin Baudry
- Jean-François Garreaud : Charles Baudry
- Yves Massari : Costa
- Rachel Bourlier : Valérie Lacoste
- Stéphane Coulon : Jonathan Larcher
- Steve Driesen : Pascal

### Épisode 4:L'homme aux deux visages
- France : 3 mai 2012 sur TF1

- France : 5,9 millions de téléspectateurs (25 %)[2] (première diffusion)

- François-Éric Gendron : François "Francky" Roussel
- Marie Le Cam : Delphine
- Julien Cafaro : Étienne Van Loo
- Elsa Mollien : Estelle "Stella" Van Loo
- Nelly Alard : Maud Roussel
- Thierry Calas : Émile Briac
- Christophe Rouzaud : Yvon Rieux
- Franck Borde : Maître Albin Coret
- Fabien Mairey : Cédric Ferro
- Natacha Haegel : Femme SDF
- Jean Bedouret : Maître de chaix
- Alain Raimond : Lieutenant BT
- Coralie Audret : Bérénice

### Épisode 5:Les mailles du filet
- France : 10 mai 2012 sur TF1

- France : 7,49 millions de téléspectateurs (28,4 %)[3] (première diffusion)

- Elsa Lunghini : Karine Lalande
- David Decarme : Gilles Lalande
- Dominique Guillo : Christian Brunet
- Jean-Paul Audrain : Maurice Brunet
- Roger Miremont : Gustave Lebris
- Nicky Marbot : José Mignot
- Caroline Bal : Estelle Brunet
- Jean-Claude Caron : Robert Lalande
- Frédéric Kneip : Jérôme Lecouedec
- Françoise Goubert : Marie-Ange Drieux
- Philippe Caulier : Arnaud Brissac
- Gérard Bayle : Patron bar
- Catherine Artigala : Voisine
- Hervé Lacroix : Lieutenant BT
- Erik Maillet : Maurice Brunet 35 ans
- Jean-Marc Charrier : Robert Lalande 35 ans
- Baptiste Decombe : Christian Brunet enfant
- Vincent Lefebvre : José Mignot enfant

### Épisode 6:La rançon du succès
- France : 10 mai 2012 sur TF1

- France : 6,36 millions de téléspectateurs (27,5 %)[3] (première diffusion)

- Renaud Roussel : Alexandre Mauriac
- Christine Lemler : Claire Delattre
- Arielle Moutel : Lola Mauriac
- Laetitia Fourcade : Olivia
- Boris Terral : Laurent Croze
- Olivier Neveux : Bergeron
- Stéphane Jobert : Gaspard Chauvel
- Marie Bach : Marie
- Delphine Alvado : Corinne
- Mercedes Sanz : Mme Delorme
- Ludmila Ruoso : Mère Marie
- Alain Stern : Desjardins
- Jérôme Thibault : Lieutenant BT 1
- Jean Mourière : Directeur tennis
- Richard Vergnes : Richard Dulont
- Bernard Le Gall : Gardien Mauriac
- Frédéric Guerbert : Lieutenant GIGN

Le corps d'Alexandre Mauriac, un célèbre architecte, est découvert sur le bas-côté d'une route. Tout indique un car-jacking qui a mal tourné. Pourtant, sa voiture est immédiatement retrouvée incendiée à 10 km de là, avec l'arme qui l'a tué à l'intérieur. Que faisait cet homme en vue avec une arme sur lui ? Pourquoi les criminels ont-ils brûlé le 4x4 qu'ils venaient de voler ? Tant de questions auxquelles Bernier et son équipe vont devoir répondre.

### Épisode 7:À corps perdu
- France : 17 mai 2012 sur TF1

- France : 6,34 millions de téléspectateurs (25,5 %)[4] (première diffusion)

- Franck Jolly : Patrick Vianet
- Yvan Gonzales : Manuel Garcia
- Hervé Briaux : Jacques Nerval
- Marie Pape : Anne Peretti
- Lisa Martino : Chantal Vianet
- Lucie Boujenah : Nina
- Frédéric Bourgade : Patron bar
- Boris Terral : Laurent Croze
- Chantal Ravalec : Louisette
- Nathalie Kirzin : La gardienne
- Patrick Sabourin : Patron auberge
- Valérie Gil : Muriel Jouanet
- Douceline Derreal : Karen Gelaire
- Sibylle du Plessy : Hélène Soulet
- Laura Marine : Audrey Legall
- Pascal Aubert : Lieutenant BT
- Pierrick Terdieu : Robin
- Charlène François : Linda Lemaire

### Épisode 8:Dernier tango
- France : 17 mai 2012 sur TF1

- France : 5,89 millions de téléspectateurs (27,6 %)[4] (première diffusion)

- Carole Richert : Constance Fabiani
- Stany Coppet : Roberto Arias
- Joël Zaffarano : Benoît Fabiani
- Arthur Choisnet : Clovis Fabiani
- Boris Le Roy : Philippe Dubergey
- Audrey Hamm : Jennifer Sauveur
- Claudine Grémy : Marie-Laure
- Alexia Degrémont : Julie Leduc
- Martine Amanieu : Mère de Greg
- Isaïe Sultan : Greg Thomas
- Sandrine Guilleux : Martine Leclerc
- Léa Pelletant : Avocate Constance
- Pierre Renverseau : Lieutenant BT 2
- Christine Montlezun : Rita / Femme de ménage
- Julien Boissier-Descombes : Agent immobilier
- Violaine Barret : La voisine

### Épisode 9:Entre toi et moi
- France : 24 mai 2012 sur TF1

- France : 6,62 millions de téléspectateurs (26,4 %)[5] (première diffusion)

- Yohann Malory : Yohann
- Morgane Cabot : Juliette
- Thibaut Corrion : Nicolas
- Simon Astier : Olivier
- Ariane Brodier : Natacha
- Marie Réache : La réalisatrice
- Sabine Pernette : Lizzie
- Laëtitia Lacroix : Madame Moreau
- Maïté Vauclin : Mère de Yohann
- Jean-Marc Rousseau : Le psy

### Épisode 10:Matador
- France : 24 mai 2012 sur TF1

- France : 6,01 millions de téléspectateurs (27 %)[5] (première diffusion)

- Julien Lescarret : Sébastien Ochoa, El Vasco
- Ornella Bes : Marina Ochoa
- Jérémie Poppe : Juan Leal
- Vincent Colombe : Éric Valert
- Jean-Marie Lhomme : Tony Barbosa
- Christian Van Tomme : Michel Sentis
- Loïc Houdré : Vincent Carrez
- Jean-Pierre Hebrard : Jacques Desroses
- Christian Loustau : Lieutenant BT
- Maury Deschamps : Madeleine
- Benoît Joubert : Patron Bar Riquet
- Catherine Delourtet : Madame Capot
- Léa Bosco : Charlotte Lévy
- Anne Cazenave : Infirmière